# Хартерос, Аня
Аня Хартерос (нем. Anja Harteros, 23 июля 1972,  Бергнойштадт) — немецкая оперная певица (сопрано).

## Биография
Отец — грек, мать — немка. С 1986, параллельно со школой,  училась музыке у Астрид Хубер-Аульманн в Гуммерсбахе. В 1990-1996 брала уроки у Ганса Касторпа в Кёльнской опере. С 1991 училась у Лизелотте Хаммес в Кёльнской высшей школе музыки. Пела в труппе театра Шиллера в Гельзенкирхене, с 1996 и по нынешний день – в Боннской опере.
Выступала на лучших оперных сценах Германии, Франции, США, гастролировала с вокальными концертами в Германии, Италии, Великобритании, США, Израиле.

## Репертуар
Богема Леонкавалло (Мими),  Травиата (Виолетта), Отелло (Дездемона), Симон Бокканегра (Амелия), Фальстаф (Алиса), Дон Карлос (Елизавета)   Верди, Кармен Бизе (Микаэла), Лоэнгрин (Эльза), Нюрнбергские мейстерзингеры (Ева), Тангейзер (Елизавета)  Вагнера,  Дон Жуан (донна Анна), Так поступают все (Фьордилиджи),  Свадьба Фигаро (графиня) Моцарта, заглавные партии в операх Генделя Альцина, Пуччини Сестра Анджелика и Рихарда Штрауса Арабелла.

## Творческие контакты
Работала с такими дирижёрами, как Зубин Мета, Джеймс Ливайн, Чон Мён Хун, Марк Минковски, Кристоф Эшенбах, Андраш Шифф, Инго Метцмахер, Сильвен Камбрелен, Айвор Болтон и др.

## Достижения и признание
Первой в Германии стала победителем вокального конкурса BBC Cardiff Singer of the World competition (1999).
Каммерзенгерин Баварской оперы (2007). Номинация на премию Грэмми за Травиату (2008). Певица 2009 года по оценке журнала Opernwelt. Кёльнская оперная премия (2010).